# Väcklinge
Väcklinge är en by, som mellan 2015 och 2020 var klassad som en småort, i Reftele distrikt (Reftele socken) i Gislaveds kommun, Jönköpings län (Småland). Byn ligger vid Länsväg 515, cirka fyra kilometer sydöst om tätorten Reftele. Öster om byn ligger fågelsjön Draven som ingår i Dravens naturreservat.